# Nase Barat
Nase Barat is een bestuurslaag in het regentschap Bireuen van de provincie Atjeh, Indonesië. Nase Barat telt 432 inwoners (volkstelling 2010).